# Abbott und Costello auf Glatteis
Abbott und Costello auf Glatteis ist eine US-amerikanische Filmkomödie aus dem Jahr 1943 mit dem Komikerduo Abbott und Costello. Es war die elfte Zusammenarbeit der beiden Schauspieler, die 1940 begann. Die Handlung basiert auf einer Geschichte des Autors True Boardman (1909–2003).

## Handlung
Abbott und Costello fotografieren als Amateurphotographen Gangster bei einem Bankeinbruch. Danach beginnt die Jagd der Gangster auf das Negativ. Am Ende überführen Abbott und Costello die Gangster.